# I Can See Your Voice
I Can See Your Voice is een Nederlandse tv-muziekspelshow die uitgezonden werd door RTL 4. Het was een bewerking van het gelijknamige Zuid-Koreaanse programma.

## Opzet van het spel

### Format
Uit een groep van zeven (in het eerste seizoen zes) "mysteriezangers" moet de kandidaat slechte zangers elimineren zonder ze te horen zingen, en hij wordt bijgestaan door een gastartiest samen met een panel van beroemdheden. Aan het eind van elk van de vier rondes elimineert de kandidaat één tot twee mysteriezangers. Deze moeten vervolgens optreden op het "stage of truth" ("podium van de waarheid"). Hierbij wordt dan meteen duidelijk of het goede of slechte zangers zijn, ook omdat het podium dan groen kleurt als het een goede zanger is en rood als het een slechte zanger is. Na dit optreden maakt de mysteriezanger zijn/haar ware identiteit en beroep bekend, de kijker ziet deze al tijdens het optreden. Hieruit zal dan meteen blijken of diegene daadwerkelijk een zanger of zangeres is of juist niet.
Aan het eind wordt de laatst overgebleven mysteriezanger onthuld als goed of slecht, afhankelijk van het resultaat van een duet met de gastartiest. Als een goede zanger overblijft, krijgt de kandidaat 5.000 euro. Blijft er daarentegen een slechte zanger over, dan krijgt de winnende zanger dit bedrag. In het vierde seizoen kan de kandidaat ook geld verdienen in de andere rondes door te gokken of de door hem gekozen mysteriezanger kan zingen. Als dat niet het geval is wint de kandidaat die ronde €1000,-. Voor de finale (het duet) kan de kandidaat kiezen of hij/zij het geld al mee naar huis kan nemen of de finale wil spelen voor € 7500,- en in het vijfde seizoen voor € 10.000,-. Als hij/zij ervan overtuigd is dat de overgebleven mysteriezanger kan zingen moet hij/zij op een knop drukken. Als dan blijkt dat de overgebleven mysteriezanger kan zingen en het duet dus goed klinkt, wint de kandidaat de €7500,-. In het vijfde seizoen wint de kandidaat dan € 10.000,-. Zo niet, dan gaat deze met lege handen naar huis. Ook als de kandidaat niet drukt en de finale dus niet speelt, wordt het duet gezongen. Hierdoor wordt dan duidelijk of de kandidaat een verstandige beslissing heeft genomen door ervoor te kiezen om niet op de knop te drukken. 
In de aflevering van 21 september 2022 en 20 november 2023 konden de gastartiest, Miljuschka Witzenhausen respectievelijk Nikkie de Jager, niet zingen. Daarom werd het finaleduet in deze afleveringen gezongen door de panelleden Edsilia Rombley respectievelijk Danny de Munk.

### Rondes
Er staan zeven mysteriezangers op het podium met hun aliassen om hun identiteit verborgen te houden tot het optreden op het "stage of truth".
Eerste indruk
De kandidaat moet elke mysteriezanger observeren op basis van uiterlijk.
Lip sync
Elke mysteriezanger doet een lip sync bij een liedje. Goede zangers mimen op een opname van hun eigen optreden, terwijl slechte zangers mimen op een opname van iemand anders.
Bewijs
De kandidaat krijgen een videopakket te zien dat verband houdt met een van de mysteriezangers. Goede zangers hebben eigen bewijsmateriaal, terwijl slechte zangers hun bewijsmateriaal hebben laten fabriceren.
De ondervraging
De kandidaat krijgt 60 seconden om een van de mysteriezangers te ondervragen. Goede zangers vertellen de waarheid, terwijl slechte zangers hun eigen werkelijkheid verzinnen om iedereen te laten geloven dat ze kunnen zingen.
Secret studio
De kandidaat krijgt een video-opname te zien van een studiosessie van een van de mysteriezangers, hoewel het geluid van toonhoogte is verschoven zodat ze hun zang niet duidelijk kunnen horen.
Addenda
1. 1 2 3 4  1 Gebruikt in seizoen 1.
2. 1 2 3 4  2 Gebruikt in seizoen 2.

## Productie
RTL Nederland kondigde de ontwikkeling van het programma aan op maart 2020. Geproduceerd door Warner Bros. International Television Production, het personeelsteam wordt geleid door uitvoerend producent Pieter Cerruti en producent Marlous Westerveld.
De opnamen voor de serie vinden plaats op verschillende locaties — Studio Mediahaven in Amsterdam produceerde de eerste twee seizoenen, en Studio's Aalsmeer in Aalsmeer het derde. Vanwege de COVID-19 pandemie werden tijdens de productie gezondheids- en veiligheidsprotocollen toegepast.

## Uitzending
I Can See Your Voice zou zijn debuut maken op 8 mei 2020. Het werd echter uitgesteld tot 29 oktober 2020. Het tweede seizoen ging op 22 april 2021 van start. Het derde seizoen begon op 21 januari 2022 in plaats van de oorspronkelijke première op 17 februari 2022, nadat de uitzendingen van het twaalfde seizoen van The Voice of Holland waren opgeschort wegens beschuldigingen van seksueel wangedrag van leden van de productiestaf.Het werd als gevolg hiervan tevens niet op donderdagavond, maar op vrijdagavond uitgezonden, op het tijdslot van voornoemd programma. In hetzelfde jaar wordt ook het vierde seizoen uitgezonden. Dit seizoen begon op 31 augustus 2022 en werd op woensdag uitgezonden. Hiermee werd dit het eerste jaar waarin twee seizoenen werden uitgezonden. In 2023 keerde het programma weer terug op de donderdagavond.

## Seizoensoverzicht
| Seizoen | Uitzenduren             | Aantal afleveringen | Start seizoen    | Start seizoen | Einde seizoen    | Einde seizoen | Gemiddelde kijkcijfers |
| Seizoen | Uitzenduren             | Aantal afleveringen | Datum            | Kijkcijfers   | Datum            | Kijkcijfers   | Gemiddelde kijkcijfers |
| ------- | ----------------------- | ------------------- | ---------------- | ------------- | ---------------- | ------------- | ---------------------- |
| 1       | Donderdag 20:30 – 22:00 | 8                   | 29 oktober 2020  | 954.000       | 17 december 2020 | 1.268.000     | 1.180.750              |
| 2       | Donderdag 20:30 – 22:00 | 7                   | 22 april 2021    | 1.090.000     | 10 juni 2021     | 785.000       | 1.075.429              |
| 3       | Vrijdag 20.00 – 21:30   | 10                  | 21 januari 2022  | 1.136.000     | 25 maart 2022    | 1.047.000     | 1.103.700              |
| 4       | Woensdag 20:30 – 22:00  | 6                   | 31 augustus 2022 | 679.000       | 5 oktober 2022   | 815.000       | 704.667                |
| 5       | Donderdag 20:30 – 22:00 | 8                   | 19 oktober 2023  | 939.000       | 7 december 2023  | 915.000       | 827.500                |

## Afleveringen

### Seizoen 1
| Aflevering | Aflevering       | Gastartiest         | Kandidaat           | Mysteriezangers (in hun respectievelijke nummers en aliassen) | Mysteriezangers (in hun respectievelijke nummers en aliassen) | Mysteriezangers (in hun respectievelijke nummers en aliassen) | Mysteriezangers (in hun respectievelijke nummers en aliassen) | Mysteriezangers (in hun respectievelijke nummers en aliassen) | Mysteriezangers (in hun respectievelijke nummers en aliassen) | Mysteriezangers (in hun respectievelijke nummers en aliassen) |
| Nr.        | Datum            | Gastartiest         | Kandidaat           | Eliminatiebevel                                               | Eliminatiebevel                                               | Eliminatiebevel                                               | Eliminatiebevel                                               | Eliminatiebevel                                               | Winnaar                                                       |                                                               |
| Nr.        | Datum            | Gastartiest         | Kandidaat           | Eerste indruk                                                 | Lipsync                                                       | Bewijs                                                        | Bewijs                                                        | De ondervraging                                               | Winnaar                                                       |                                                               |
| ---------- | ---------------- | ------------------- | ------------------- | ------------------------------------------------------------- | ------------------------------------------------------------- | ------------------------------------------------------------- | ------------------------------------------------------------- | ------------------------------------------------------------- | ------------------------------------------------------------- | ------------------------------------------------------------- |
| 1          | 29 oktober 2020  | O'G3NE              | Anneke Beijer       | 2. Kizzy Getrouw (American Dream)                             | 3. Dream Sister                                               | 5. Happy Haker                                                | 1. Man of Stones                                              | 6. Reizende Rocker                                            | 4. Bruisende Brabander                                        |                                                               |
| 2          | 5 november 2020  | Edsilia Rombley     | Valerie Rozenbrand  | 1. Poppy Skater                                               | 6. Meditatie Goeroe                                           | 2. Musical Man                                                | 3. Singing Chef                                               | 4. Business Belter                                            | 5. Gospel Goddess                                             |                                                               |
| 3          | 12 november 2020 | Danny de Munk       | Demi Barewijk       | 1. King of R&B                                                | 3. K-pop Kid                                                  | 6. Groningse Straatartiest                                    | 2. Relaxte Rockchick                                          | 4. Party Planner                                              | 5. Soul Sister                                                |                                                               |
| 4          | 19 november 2020 | Trijntje Oosterhuis | Nicky Roeg          | 3. Influencer                                                 | 2. Stijlvolle Student                                         | 4. Coole Comedian                                             | 6. Pitch Perfect Powergirl                                    | 1. Opera Vinoloog                                             | 5. Queen of Drag                                              |                                                               |
| 5          | 26 november 2020 | Gerard Joling       | Melvin van den Brom | 3. Musical Girl                                               | 4. Dirty Dancer                                               | 1. DJ Diva                                                    | 2. Legalicious                                                | 5. Spicy Latina                                               | 6. Green Guy                                                  |                                                               |
| 6          | 3 december 2020  | Dave von Raven      | Viola Gresnigt      | 1. The Jazzy Voice                                            | 6. Zingende Coach                                             | 3. Trobadour                                                  | 4. Wedding Singer                                             | 5. Pianoman                                                   | 2. Miss Hoelahoep                                             |                                                               |
| 7          | 10 december 2020 | Romy Monteiro       | Lars Vaessen        | 2. Funky Pizzaboy                                             | 4. Zwangere Klusser                                           | 1. Tina Trassie                                               | 3. Bling Bling Barista                                        | 6. Pittige Poetser                                            | 5. Spirituele Cruisezanger                                    |                                                               |
| 8          | 17 december 2020 | Emma Heesters       | Sabrina de Bruin    | 5. Fashion Blogger                                            | 3. Motown Classic                                             | 6. Señorita Cubanita                                          | 4. Showgirl                                                   | 2. Farm Girl                                                  | 1. Camera Chick                                               |                                                               |

### Seizoen 2
| Aflevering | Aflevering    | Gastartiest                | Kandidaat                  | Mysteriezangers (in hun respectievelijke nummers en aliassen) | Mysteriezangers (in hun respectievelijke nummers en aliassen) | Mysteriezangers (in hun respectievelijke nummers en aliassen) | Mysteriezangers (in hun respectievelijke nummers en aliassen) | Mysteriezangers (in hun respectievelijke nummers en aliassen) | Mysteriezangers (in hun respectievelijke nummers en aliassen) | Mysteriezangers (in hun respectievelijke nummers en aliassen) |
| Nr.        | Datum         | Gastartiest                | Kandidaat                  | Eliminatiebevel                                               | Eliminatiebevel                                               | Eliminatiebevel                                               | Eliminatiebevel                                               | Eliminatiebevel                                               | Eliminatiebevel                                               | Winnaar                                                       |
| Nr.        | Datum         | Gastartiest                | Kandidaat                  | Eerste indruk                                                 | Lipsync                                                       | Lipsync                                                       | Bewijs                                                        | Bewijs                                                        | Secret Studio                                                 | Winnaar                                                       |
| ---------- | ------------- | -------------------------- | -------------------------- | ------------------------------------------------------------- | ------------------------------------------------------------- | ------------------------------------------------------------- | ------------------------------------------------------------- | ------------------------------------------------------------- | ------------------------------------------------------------- | ------------------------------------------------------------- |
| 1          | 22 april 2021 | Glennis Grace              | Marianne                   | 3. Fashion Gladiator                                          | 4. Miss Zomercarnaval                                         | 6. Freerunner                                                 | 7. Popprinses                                                 | 5. Fadozangeres                                               | 2. Yogamaster                                                 | 1. The Joker                                                  |
| 2          | 29 april 2021 | Francis van Broekhuizen    | Nick Stobbe                | 3. Duiker                                                     | 6. Glitter Girl                                               | 7. Mister Wedding                                             | 1. Schooljuf                                                  | 5. Glamrocker                                                 | 2. Miss hiphop                                                | 4. Super Trouper                                              |
| 3          | 6 mei 2021    | Glen Faria                 | Farid                      | 5. Happy Hippie                                               | 7. Passievolle Propper                                        | 4. Sprookjesprinses                                           | 2. The Queen                                                  | 6. Brabantse Bourgondiër                                      | 1. Salsakoning                                                | 3. Ruwe Diamant                                               |
| 4          | 13 mei 2021   | Jim Bakkum                 | Svenja                     | 1. De Frivole Fashionista                                     | 2. De Feestzanger                                             | 6. De Tandartsassistente                                      | 4. De Stijldanseres                                           | 7. Pin Up Girl                                                | 3. Zee-ster                                                   | 5. De Pitbull                                                 |
| 5          | 27 mei 2021   | René Froger                | Ann                        | 3. One Man Band                                               | 7. De Sopraan                                                 | 4. Sexy Gamer                                                 | 1. Ruige Rocker                                               | 2. Classic Lady                                               | 6. Stage Vamp                                                 | 5. Miss Sunshine                                              |
| 6          | 3 juni 2021   | Berget Lewis               | Marjorie                   | 1. Boyband Benjamin                                           | 4. Lady Soul                                                  | 3. Schlager Schwester                                         | 2. De Showmaster                                              | 6. Office Manager                                             | 5. De Honkballer                                              | 7. Zeeuws Meisje                                              |
| 7          | 10 juni 2021  | Silver Metz (Junioreditie) | Silver Metz (Junioreditie) | 3. Ariana Grande-fan                                          | 1. Pianoboy                                                   | 2. Mini-wetenschapper                                         | 4. Greatest Showman                                           | 5. Hockeyster                                                 | 7. Modemeisje                                                 | 6. Breakdancer                                                |

### Seizoen 3
| Aflevering | Aflevering       | Gastartiest         | Kandidaat | Mysteriezangers (in hun respectievelijke nummers en aliassen) | Mysteriezangers (in hun respectievelijke nummers en aliassen) | Mysteriezangers (in hun respectievelijke nummers en aliassen) | Mysteriezangers (in hun respectievelijke nummers en aliassen) | Mysteriezangers (in hun respectievelijke nummers en aliassen) | Mysteriezangers (in hun respectievelijke nummers en aliassen) | Mysteriezangers (in hun respectievelijke nummers en aliassen) |
| Nr.        | Datum            | Gastartiest         | Kandidaat | Eliminatiebevel                                               | Eliminatiebevel                                               | Eliminatiebevel                                               | Eliminatiebevel                                               | Eliminatiebevel                                               | Eliminatiebevel                                               | Winnaar                                                       |
| Nr.        | Datum            | Gastartiest         | Kandidaat | Eerste indruk                                                 | Lipsync                                                       | Lipsync                                                       | Bewijs                                                        | Bewijs                                                        | Secret Studio                                                 | Winnaar                                                       |
| ---------- | ---------------- | ------------------- | --------- | ------------------------------------------------------------- | ------------------------------------------------------------- | ------------------------------------------------------------- | ------------------------------------------------------------- | ------------------------------------------------------------- | ------------------------------------------------------------- | ------------------------------------------------------------- |
| 1          | 21 januari 2022  | Jan Smit            | Shirley   | 7. Fotomodel                                                  | 4. Zeemeermin                                                 | 2. Tuinman                                                    | 1. Buikdanseres                                               | 5. Dromenjager                                                | 6. Sportschoolhouder                                          | 3. Sneakerkoningin                                            |
| 2          | 28 januari 2022  | Jeroen van der Boom | Linda     | 6. Indonesische Ster                                          | 1. Grimeur                                                    | 4. Nachtclubzangeres                                          | 5. Aanstormend Talent                                         | 2. DJ                                                         | 7. Matroos                                                    | 3. Queen of Horror                                            |
| 3          | 4 februari 2022  | Anita Meyer         | Stefan    | 4. Rugbyspeler                                                | 3. Kaapverdiaanse Kok                                         | 7. Hippie                                                     | 2. Weekendzanger                                              | 6. Country Girl                                               | 5. Nanny                                                      | 1. Elfje                                                      |
| 4          | 11 februari 2022 | Donnie              | Jaco      | 5. Braziliaanse Danseres                                      | 6. Barbier                                                    | 4. Koordirigent                                               | 3. Kruidenvrouwtje                                            | 1. Volkszangeres                                              | 2. Mister Baywatch                                            | 7. Golden Girl                                                |
| 5          | 18 februari 2022 | Ruth Jacott         | Dhiraj    | 7. 90s girl                                                   | 1. Hondentrimster                                             | 4. Ruwe bolster                                               | 2. Candyman                                                   | 3. Madame Ooh La La                                           | 5. Flamenco zangeres                                          | 6. Wetenschapper                                              |
| 6          | 25 februari 2022 | Frans Duijts        | Tony      | 5. Marktkoopvrouw                                             | 6. Acrobaat                                                   | 4. Keukenprinses                                              | 3. Herenkapper                                                | 2. Mother of Pride                                            | 7. Paardenmeisje                                              | 1. Happy Camper                                               |
| 7          | 4 maart 2022     | Nielson             | Eliana    | 2. French Guy                                                 | 1. Miss ICSYV                                                 | 6. Disco Dolly                                                | 3. Plastic Fantastic                                          | 7. Rich Girl                                                  | 5. Singing Sister                                             | 4. Mentalist                                                  |
| 8          | 11 maart 2022    | Jaap Reesema        | Robin     | 4. Little Monster                                             | 1. Cheerleader                                                | 5. Prima Ballerina                                            | 2. Levende legende                                            | 6. Soldier                                                    | 3. Dreamgirl                                                  | 7. Lady Law                                                   |
| 9          | 18 maart 2022    | Mart Hoogkamer      | Melissa   | 3. Gothic                                                     | 1. Voetbalsupporter                                           | 2. Festival Girl                                              | 4. Bollywood actrice                                          | 5. de Makelaar                                                | 6. Purser                                                     | 7. Musical Talent                                             |
| 10         | 25 maart 2022    | Patty Brard         | Stacey    | 4. Miss Sunshine                                              | 2. Mister Bigband                                             | 5. Gravity Artist                                             | 3. Après Skiër                                                | 7. de Popster                                                 | 5. de Banketbakker                                            | 1. de Serveerster                                             |

### Seizoen 4
| Aflevering | Aflevering        | Gastartiest              | Kandidaat en gewonnen bedrag | Mysteriezangers        | Mysteriezangers       | Mysteriezangers         | Mysteriezangers       | Mysteriezangers     | Mysteriezangers  | Mysteriezangers      |
| Nr.        | Datum             | Gastartiest              | Kandidaat en gewonnen bedrag | Eliminatiebevel        | Eliminatiebevel       | Eliminatiebevel         | Eliminatiebevel       | Eliminatiebevel     | Eliminatiebevel  | Winnaar              |
| Nr.        | Datum             | Gastartiest              | Kandidaat en gewonnen bedrag | Eerste indruk          | Lipsync               | Lipsync                 | Bewijs                | Bewijs              | Ondervraging     | Winnaar              |
| ---------- | ----------------- | ------------------------ | ---------------------------- | ---------------------- | --------------------- | ----------------------- | --------------------- | ------------------- | ---------------- | -------------------- |
| 1          | 31 augustus 2022  | Wolter Kroes             | Richard€0                    | 7. De Chef             | 1. Funky Lady         | 3. Piloot               | 6. De Clown           | 5. De Nerd          | 4. Miss Holland  | 2. Grilmeester       |
| 2          | 7 september 2022  | Trijntje Oosterhuis      | Nina€7.500                   | 2. Horecatijger        | 5. Scribblekoning     | 6. Fitte moeder         | 1. Singer-songwriter  | 7. Klassieke dame   | 3. Urban DJ      | 4. Rugbyspeler       |
| 3          | 14 september 2022 | Jamai Loman              | Ysabel€2.000                 | 3. Wereldreiziger      | 1. Tapdanser          | 2. Dierenarts           | 4. Marokkaanse Ster   | 6. Boerenvrouw      | 5. Edelsmit      | 7. R&B-koningin      |
| 4          | 21 september 2022 | Miljuschka Witzenhausen* | Emma€3.000,-                 | 1. Operazanger         | 5. Bruiloftzanger     | 3. De Verpleger         | 6. Scary Spice        | 4. De Bewaker       | 7. De boekenwurm | 2. Roze Dame         |
| 5          | 28 september 2022 | Buddy Vedder             | Tarini€0                     | 2. De Toergids         | 6. De Bruid           | 1. Fashionmodel         | 7. De Party dj        | 4. Swinging Sisters | 5. Bandzanger    | 3. De Gamer          |
| 6          | 5 oktober 2022    | Emma Heesters            | Tom€7.500,-                  | 6. De Atleet           | 4. Showgirl           | 7. Kantoor-medewerker   | 3. Zwemleraar         | 5. Zwarte Kruiser   | 1. Musicalfan    | 2. Aanstaande moeder |
| Special    | 22 december 2022  | Francis van Broekhuizen  | Astrid€10.000,-              | 4. Het Kerst-cadeautje | 5. Rock 'n roll Santa | 2. De Zingende kerstman | 7. De Kerstfilm-freak | 3. Christmas diva   | 6. De Kerstengel | 1. De IJsprinses     |

* Omdat Miljuschka Witzenhausen zelf niet kon zingen, werd haar duet gezongen door Edsilia Rombley.

### Seizoen 5
| Aflevering | Aflevering       | Gastartiest         | Kandidaat en gewonnen bedrag | Mysteriezangers                   | Mysteriezangers    | Mysteriezangers            | Mysteriezangers         | Mysteriezangers   | Mysteriezangers     | Mysteriezangers        |
| Nr.        | Datum            | Gastartiest         | Kandidaat en gewonnen bedrag | Eliminatiebevel                   | Eliminatiebevel    | Eliminatiebevel            | Eliminatiebevel         | Eliminatiebevel   | Eliminatiebevel     | Winnaar                |
| Nr.        | Datum            | Gastartiest         | Kandidaat en gewonnen bedrag | Eerste indruk                     | Lipsync            | Lipsync                    | Bewijs                  | Bewijs            | Ondervraging        | Winnaar                |
| ---------- | ---------------- | ------------------- | ---------------------------- | --------------------------------- | ------------------ | -------------------------- | ----------------------- | ----------------- | ------------------- | ---------------------- |
| 1          | 19 oktober 2023  | Jelka van Houten    | Simone€ -                    |                                   |                    |                            |                         |                   |                     | 7. De Kleedster        |
| 2          | 26 oktober 2023  | Tania Kross         | Jordy€ 10.000                |                                   |                    | 3. De Trouwambtenaar       |                         |                   |                     | 7. Het Gooische Meisje |
| 3          | 2 november 2023  | Thomas Berge        | Danielle en Monique€ 10.000  |                                   |                    |                            |                         |                   |                     | 7. De Boekhouder       |
| 4          | 9 november 2023  | Vajèn van den Bosch | Marloes en Romany€ 10.000    |                                   |                    | 3. De Influencer           |                         |                   |                     | 7. De Judoka           |
| 5          | 16 november 2023 | Roel van Velzen     | Nelson€ 10.000               | 7. De Quizmaster                  | 2. De Hockeyster   | 5. De Laboratorium-analist | 6. De Frietboer         | 4. De Serveerster | 1. De Formule 1-fan | 3. De Kitesurfer       |
| 6          | 23 november 2023 | Soy Kroon           | Yannick en Maurice€ 3.000    | 4. Miss Beauty                    | 7. De Sprookjesfan | 3. De Motorrijder          | 1. Het Kindsterretje    | 6. De Danslerares | 2. De Neuroloog     | 5. De ICT'er           |
| 7          | 30 november 2023 | Nikkie de Jager*    | Arjun€ 3.000                 | 1. De Beveiliger (Jayden Daniels) | 5. De Conducteur   | 2. De Soul Queen           | 6. De Voetbal-supporter | 3. De Tennisser   | 4. Het Model        | 7. De Fotograaf        |
| 8          | 7 december 2023  | Mart Hoogkamer      | Brigitte en Nancy€ 0         | 1. De Caissière                   | 4. De Superster    | 2. De Coverband-zangeres   | 7. De Pitspoes          | 3. De Kapper      | 5. De Bloemist      | 6. De Korfbalster      |

* Omdat Nikkie de Jager zelf niet kon zingen, werd haar duet gezongen door Danny de Munk.

### Panelleden
|                  | 1e                       | 2e            | 3e                      | 4e              | 5e            |
| Afl.             | Seizoen 1                | Seizoen 1     | Seizoen 1               | Seizoen 1       | Seizoen 1     |
| ---------------- | ------------------------ | ------------- | ----------------------- | --------------- | ------------- |
| 1                | Jeroen van Koningsbrugge | Ronnie Flex   | Samantha Steenwijk      | Marieke Elsinga | Fred van Leer |
| 2                | Jeroen van Koningsbrugge | Najib Amhali  | Samantha Steenwijk      | Marieke Elsinga | Fred van Leer |
| 3                | Jeroen van Koningsbrugge | Najib Amhali  | Samantha Steenwijk      | Marieke Elsinga | Fred van Leer |
| 4 t/m 8          | Jeroen van Koningsbrugge | Ronnie Flex   | Samantha Steenwijk      | Marieke Elsinga | Fred van Leer |
| Afl.             | Seizoen 2                | Seizoen 2     | Seizoen 2               | Seizoen 2       | Seizoen 2     |
| 1 t/m 6          | Edsilia Rombley          | Danny de Munk | Marieke Elsinga         | Fred van Leer   | n.v.t.        |
| 7 (Junioreditie) | Edsilia Rombley          | Danny de Munk | Marieke Elsinga         | Fred van Leer   | n.v.t.        |
| Afl.             | Seizoen 3                | Seizoen 3     | Seizoen 3               | Seizoen 3       | Seizoen 3     |
| 1 t/m 10         | Edsilia Rombley          | Danny de Munk | Marieke Elsinga         | Fred van Leer   | n.v.t.        |
| Afl.             | Seizoen 4                | Seizoen 4     | Seizoen 4               | Seizoen 4       | Seizoen 4     |
| 1 t/m 3          | Marieke Elsinga          | Fred van Leer | Edsilia Rombley         | n.v.t.          | n.v.t.        |
| 4                | Marieke Elsinga          | Fred van Leer | Miljuschka Witzenhausen | n.v.t.          | n.v.t.        |
| 5 t/m 6          | Marieke Elsinga          | Fred van Leer | Edsilia Rombley         | n.v.t.          | n.v.t.        |
| Special          | Marieke Elsinga          | Fred van Leer | Edsilia Rombley         | n.v.t.          | n.v.t.        |
| Afl.             | Seizoen 5                | Seizoen 5     | Seizoen 5               | Seizoen 5       | Seizoen 5     |
| 1 t/m 8          | Marieke Elsinga          | Fred van Leer | Danny de Munk           | n.v.t.          | n.v.t.        |

## Kijkcijfers

### Seizoen 1
| Aflevering | Aflevering            | Aflevering       | Tijdslot        | Rang | Kijkdichtheid | Marktaandeel | Kijkcijfers | Kijkcijfers      | Bron          |
| Nr.        | Titel                 | Uitzenddatum     | Tijdslot        | Rang | Kijkdichtheid | Marktaandeel | Uitzenddag  | Incl. uitgesteld | Bron          |
| ---------- | --------------------- | ---------------- | --------------- | ---- | ------------- | ------------ | ----------- | ---------------- | ------------- |
| 1          | "O'G3NE"              | 29 oktober 2020  | Donderdag 20:30 | 7    | 7,5           | 15,8%        | 954.000     | 1.194.000        | [ 54 ] [ 55 ] |
| 2          | "Edsilia Rombley"     | 5 november 2020  | Donderdag 20:30 | 7    | 8,0           | 17,5%        | 1.092.000   | 1.283.000        | [ 56 ] [ 57 ] |
| 3          | "Danny de Munk"       | 12 november 2020 | Donderdag 20:30 | 5    | 9,0           | 20,1%        | 1.284.000   | 1.433.000        | [ 58 ] [ 59 ] |
| 4          | "Trijntje Oosterhuis" | 19 november 2020 | Donderdag 20:30 | 4    | 8,6           | 20,2%        | 1.199.000   | 1.382.000        | [ 60 ] [ 61 ] |
| 5          | "Gerard Joling"       | 26 november 2020 | Donderdag 20:30 | 2    | 9,3           | 23%          | 1.286.000   | 1.492.000        | [ 62 ] [ 63 ] |
| 6          | "Dave von Raven"      | 3 december 2020  | Donderdag 20:30 | 2    | 8,9           | 21,9%        | 1.263.000   | 1.416.000        | [ 64 ] [ 65 ] |
| 7          | "Romy Monteiro"       | 10 december 2020 | Donderdag 20:30 | 4    | 8,1           | 20%          | 1.100.000   | 1.291.000        | [ 66 ] [ 67 ] |
| 8          | "Emma Heesters"       | 17 december 2020 | Donderdag 20:30 | 3    | 9,3           | 21,3%        | 1.268.000   | 1.485.000        | [ 68 ] [ 69 ] |

### Seizoen 2
| Aflevering | Aflevering                   | Aflevering    | Tijdslot        | Rang | Kijkdichtheid | Marktaandeel | Kijkcijfers | Kijkcijfers      | Bron          |
| Nr.        | Titel                        | Uitzenddatum  | Tijdslot        | Rang | Kijkdichtheid | Marktaandeel | Uitzenddag  | Incl. uitgesteld | Bron          |
| ---------- | ---------------------------- | ------------- | --------------- | ---- | ------------- | ------------ | ----------- | ---------------- | ------------- |
| 1          | "Glennis Grace"              | 22 april 2021 | Donderdag 20:30 | 6    | 6,8           | 18,2%        | 1.090.000   | 1.235.000        | [ 70 ] [ 71 ] |
| 2          | "Francis van Broekhuizen"    | 29 april 2021 | Donderdag 20:30 | 4    | 7,5           | 21,1%        | 1.211.000   | 1.376.000        | [ 72 ] [ 73 ] |
| 3          | "Glen Faria"                 | 6 mei 2021    | Donderdag 20:30 | 5    | 6,9           | 20,5%        | 1.112.000   | 1.284.000        | [ 74 ] [ 75 ] |
| 4          | "Jim Bakkum"                 | 13 mei 2021   | Donderdag 20:30 | 3    | 6,9           | 23,6%        | 1.107.000   | 1.262.000        | [ 76 ] [ 77 ] |
| 5          | "René Froger"                | 27 mei 2021   | Donderdag 20:30 | 3    | 7,7           | 23,9%        | 1.238.000   | 1.343.000        | [ 78 ] [ 79 ] |
| 6          | "Berget Lewis"               | 3 juni 2021   | Donderdag 20:30 | 4    | 6,1           | 20,7%        | 985.000     | 1.069.000        | [ 80 ] [ 81 ] |
| 7          | "Silver Metz" (Junioreditie) | 10 juni 2021  | Donderdag 20:30 | 6    | 4,9           | 20,0%        | 785.000     | 839.000          | [ 82 ] [ 83 ] |

### Seizoen 3
| Aflevering | Aflevering            | Aflevering       | Tijdslot      | Rang | Kijkdichtheid | Marktaandeel | Kijkcijfers | Kijkcijfers      | Bron          |
| Nr.        | Titel                 | Uitzenddatum     | Tijdslot      | Rang | Kijkdichtheid | Marktaandeel | Uitzenddag  | Incl. uitgesteld | Bron          |
| ---------- | --------------------- | ---------------- | ------------- | ---- | ------------- | ------------ | ----------- | ---------------- | ------------- |
| 1          | "Jan Smit"            | 21 januari 2022  | Vrijdag 20:00 | 7    | 7,0           | 17,6%        | 1.136.000   | 1.298.000        | [ 84 ]        |
| 2          | "Jeroen van der Boom" | 28 januari 2022  | Vrijdag 20:00 | 6    | 7,6           | 20,7%        | 1.228.000   | 1.368.000        | [ 85 ]        |
| 3          | "Anita Meijer"        | 4 februari 2022  | Vrijdag 20:00 | 7    | 7,0           | 18,6%        | 1.126.000   | 1.244.000        |               |
| 4          | "Donnie"              | 11 februari 2022 | Vrijdag 20:00 | 8    | 7,2           | 18,9%        | 1.168.000   | 1.286.000        | [ 86 ]        |
| 5          | "Ruth Jacott"         | 18 februari 2022 | Vrijdag 20:00 | 11   | 7,3           | 17,7%        | 1.183.000   | 1.297.000        | [ 87 ]        |
| 6          | "Frans Duijts"        | 25 februari 2022 | Vrijdag 20:00 | 8    | 6,6           | 17,6%        | 1.069.000   | 1.188.000        | [ 88 ] [ 89 ] |
| 7          | "Nielson"             | 4 maart 2022     | Vrijdag 20:00 | 11   | 5,9           | 16,3%        | 962.000     | 1.105.000        | [ 90 ]        |
| 8          | "Jaap Reesema"        | 11 maart 2022    | Vrijdag 20:00 | 8    | 6,5           | 18,0%        | 1.059.000   | 1.134.000        | [ 91 ] [ 92 ] |
| 9          | "Mart Hoogkamer"      | 18 maart 2022    | Vrijdag 20:00 | 8    | 7,0           | 16,4%        | 1.059.000   | 1.219.000        | [ 93 ] [ 94 ] |
| 10         | "Patty Brard"         | 25 maart 2022    | Vrijdag 20:00 | 5    | 6,5           | 19,5%        | 1.047.000   | 1.111.000        | [ 95 ] [ 96 ] |

### Seizoen 4
| Aflevering | Aflevering                | Aflevering        | Tijdslot        | Rang | Kijkdichtheid | Marktaandeel | Kijkcijfers | Kijkcijfers      | Bron            |
| Nr.        | Titel                     | Uitzenddatum      | Tijdslot        | Rang | Kijkdichtheid | Marktaandeel | Uitzenddag  | Incl. uitgesteld | Bron            |
| ---------- | ------------------------- | ----------------- | --------------- | ---- | ------------- | ------------ | ----------- | ---------------- | --------------- |
| 1          | "Wolter Kroes"            | 31 augustus 2022  | Woensdag 20:30  | 8    | 4,6           | 15,2%        | 750.000     | 821.000          | [ 97 ] [ 98 ]   |
| 2          | "Trijntje Oosterhuis"     | 7 september 2022  | Woensdag 20:30  | 9    | 4,4           | 14,2%        | 717.000     | 830.000          | [ 99 ] [ 100 ]  |
| 3          | "Jamai Loman"             | 14 september 2022 | Woensdag 20:30  | 11   | 4,5           | 14,2%        | 728.000     | -                | [ 101 ] [ 102 ] |
| 4          | "Edsilia Rombley"         | 21 september 2022 | Woensdag 20:30  | 11   | 4,8           | 15%          | 781.000     | 855.000          | [ 103 ] [ 104 ] |
| 5          | "Buddy Vedder"            | 28 september 2022 | Woensdag 20:30  | 9    | 5,2           | 16,4%        | 843.000     | 917.000          | [ 105 ] [ 106 ] |
| 6          | "Emma Heesters"           | 5 oktober 2022    | Woensdag 20:30  | 11   | 5,0           | 15,2%        | 813.000     | -                | [ 107 ]         |
| Special    | "Francis van Broekhuizen" | 22 december 2022  | Donderdag 20:30 | 6    | -             | -            | 1.047.000   | -                | [ 108 ]         |

### Seizoen 5
| Aflevering | Aflevering            | Aflevering       | Tijdslot        | Rang | Kijkdichtheid | Marktaandeel | Kijkcijfers |
| Nr.        | Titel                 | Uitzenddatum     | Tijdslot        | Rang | Kijkdichtheid | Marktaandeel | Kijkcijfers |
| ---------- | --------------------- | ---------------- | --------------- | ---- | ------------- | ------------ | ----------- |
| 1          | "Jelka van Houten"    | 19 oktober 2023  | Donderdag 20:30 | 11   | 5,8           | 18,4%        | 939.000     |
| 2          | "Tania Kross"         | 26 oktober 2023  | Donderdag 20:30 | 15   | 4,4           | 12,6%        | 720.000     |
| 3          | "Thomas Berge"        | 2 november 2023  | Donderdag 20:30 | 13   | 5,1           | 14,1%        | 836.000     |
| 4          | "Vajèn van den Bosch" | 9 november 2023  | Donderdag 20:30 | 14   | 4,6           | 13,7%        | 746.000     |
| 5          | "Roel van Velzen"     | 16 november 2023 | Donderdag 20:30 | 14   | 4,8           | 13,8%        | 775.000     |
| 6          | "Soy Kroon"           | 23 november 2023 | Donderdag 20:30 | 13   | 5,1           | 16%          | 830.000     |
| 7          | "Nikkie de Jager"     | 30 november 2023 | Donderdag 20:30 | 12   | 5,3           | 16,4%        | 859.000     |
| 8          | "Mart Hoogkamer"      | 7 december 2023  | Donderdag 20:30 | 9    | 5,6           | 18,8%        | 915.000     |